# Тестено изделие
В българската кулинарна традиция под тестени храни наричаме всички храни приготвяни от тесто или тестен полуфабрикат (макарони, юфка, кус-кус). Самите полуфабрикати също са тестени храни, но тях наричаме тестени изделия, за да подчертаем, че те се влагат като продукт за допълнителна обработка, а не са ястие или готова за консумация тестена храна.

## Основни тестени продукти (храни)
Под основни тестени продукти се разбира всички изделия, които са обект на хлебопекарската практика. Това са хляб, питки, погачи, козунаци, както и всякакви закуски изготявни от тесто за хляб и козунак, които се изпичат във фурна, без използване на друга технология.
При по-старата кулинарна школа и практика, към хлебарския и хлебопекарския занаят е било причислявано и производството на тестени закуски (кифли, понички, кроасани). Съвременния възглед е то да се разглежда като обект на готварството и/или сладкарството в зависимост от това, какви са продуктите и типа на получената готова храна.
Има различни възгледи в различни школи, които поставят различен акцент на спецификата при приготвяне на закуските и ги разделят в различни категории, в зависимост от начина на приготвяне, затова дребните закуски, които се пекат, въпреки че също са обект на пекарството се третират като втора основа група тестени изделя (закуски), които сега са част от сладкарството.
Трябва да се отбележи, че хлебопекарстово и сладкарство се третират и като общ клон в кулинарните практики, както е готварството и всички други кулинарни технологии свързани със спецификата при обработка на различни хранителни продукти, каквито са месарството и производство на колбаси и месни консерви, зеленчуково и плодово производство и производство/приготвяне на зеленчукови и плодови консерви и др.

## Тестени полуфабрикати (тестени полуготови изделия)
Тестените полуфабрикати са продукти от тесто, които се използват за приготвяне на тестении ястия, но не могат да служат за пряка консумация. В българската кулинарна практика се делят на три основни групи
- Макаронени изделия (макарони, спагети, юфка, фиде, кус-кус)
- Полуготови листни изделия (кори за баници) и полуготови ястия (баници, гарнирани питки, пици)
- Готово тесто – насипно или във форми за изпичане на хляб, питки, палачинки и др.

### Макаронени изделия
Основните продукти на макаронените изделия се продават като изсушени полуфабрикати и представляват:
- тестени ленти (юфка) или парчета тестени късове (домашна юфка)
- цилиндрични кухи пръчки (макарони) или навити фигурки (серпентини)
- плътни тестени пръчици (спагети, фиде)
- малки зърнести топчета (кус-кус)

За да станат годни за консумация макаронените изделия най-често се варят или пекат (но поляти обилно с вода, примерно – макарони на фурна).

### Полуготови тестени изделия
- Корите за баница в България са почти еднакво популярни, като тестен полуфабрикат, колкото макаронените изделия. Представяляват готови изсушени листа от тесто, с които лесно и бързо се приготвя баница в домашни условия.
- Полуготовата баница е подготвено за изпичане ястие от тесто.

В България баницата е най-популярната многолистна тестена храна. Българите приемат баницата за българско изобретение, въпреки че този продукт е популярен навсякъде по Балканите и на много места в Източна Европа и Азия.
- Полуготова гарнирана пита (пица) – Полуготови формовани теста във вид, подходящ за гарниране и изпичане, традиционно се продават като полуготови пици, а през 60-те и 70-те и 80-те години, като полуготови гарнирани пити. Напоследък освен като формовани теста, все по-често се предлагат и вакуумирани опаковки с напълно приготвени (гарнирани) пици, които само трябва да се изпекат.

### Готово тесто за хляб, пици, катми, мекици, палачинки и др.
Като полуготов продукт в хранителната индустрия се предлагат и теста за домашно приготвяне на хляб, козунак, пици, палачинки и др.
Съществуват и разфасовки на формовани и приготвени листа за приготвяне на палачинки, катми и други.
В групата на тестенитените полуфабрикати са и тестата за производство на домашни сладки, курабии, сладки кифли и др. Тази група тестени изделия е част от сладкарските технологии.

## Тестени закуски
Тестените закуски са две различни групи и в българската практика се наричат:
- свивки (катми, палачинки, мекици)
- пълненки (кифли, понички, пирожки)

Пълненките от своя страна са едри пълненки, които са същинските закуски (кифли, пирожки, понички) и дребни, които са предимно обект на готварството (пелмени, равиоли) и те се ползват за приготвяне на блюда за основно хранене. Според някои школи дребните тестени пълненки и свивки въобще не се третират като тестени храни, а са част от основен продукт (тесто) в готварска рецепта, за основно ястие. Доводите могат да се приемат за напълно основателни, тъй като и зелевите сарми (вид зеленчукови свивки) се правят по сходен начин, но никой не приема, че това е само зеленчукова храна, особени когато плънката е от месо. Но в българската езикова практихка по подразбиране за тестени храни, се включваат всички продукти и храни, призведени от тесто.
Към групата на закуските от тестени храни вече се включват и гарнираните пити, които почти изцяло са заменени от италианските пици. В традиционната българска кулинарна практика, гарнираната пита е била обект на хлебопекарството и гарнирани пити са се приготвяли почти във всички фурни, които са изпичали хляб, козунак и питки. Към тях се числят и всички разновидности на гарнираната питка, като тутманик, млин, блин, клин, тригуна и т.н.
Подобно на гарнираните питки са били много популярни малките гарнирани закуски, като солени питки с различен вид плънка (колбас, сирене, кашкавал), наричани на жаргон саламенки, кашкавалки, сиренки.
Производството и разпространението им напоследък е силно ограничено, най-вече заради неособено справедливото заклеймяване на тестените храни като 'вредни за децата'. Абстрахирането и неглижирането им е най-вече плод на съвременни тенденции, свързани с режими на хранене, които са повече вследствие на мода, отколкото здравословна практика.
Прекаляване и злоупотреба с каквито и да е храни е вредно, а балансираното хранене не бива да изключва или драстично да минимизира дадена група храни, особено при хранителен режим на деца и подрастващи, които се нуждаят от бавноразградими въглехидрати, съдържащи се именно в тестените изделия.